# Епархия Ломжи

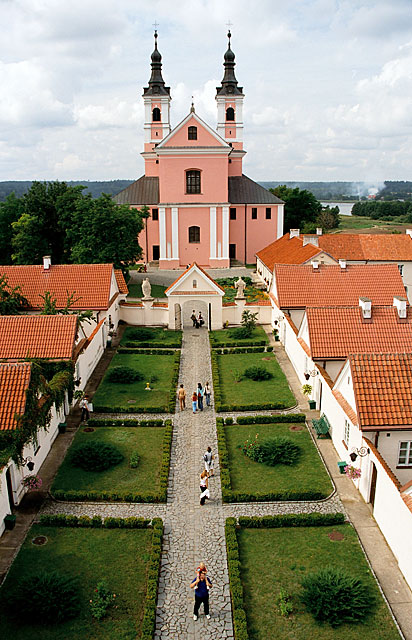
Монастырь камальдулов, Вигры, Польша

Епархия Ломжи (лат. Dioecesis Lomzensis) — епархия Римско-Католической церкви с центром в городе Ломжа, Польша. Епархия Ломжи входит в митрополию Белостока. Кафедральным собором епархии Ломжи является церковь святого Михаила Архангела.

## История
25 марта 1798 года Римский папа Пий VI издал буллу «Saepe factum est», которой учредил епархию Вигры, выделив её из епархий Вильнюса, Луцка и Жемайтии (сегодня — Архиепархия Каунаса). Резиденция епископа находилась в городе Сейны.
30 июня 1818 года Римский папа Пий VII выпустил буллу «Ex imposita nobis», которой определил границы епархии Вигры в соответствии с политическими границами того времени и переименовал её в епархию Сейны. 20 июня 1821 года Римский папа Лев XII издал буллу «Sedium episcopalium», которой перенёс кафедру епархии в город Августов, и епархия Сейны была переименована в епархию Августова.
В 1921 года епархия Августова передала часть своей территории епархии Жемайтии.
28 октября 1925 года Римский папа Пий XI выпустил буллу «Vixdum Poloniae unitas», которой изменил границы епархии Августова, присоединив часть территории епархии Плоцка. В этот же день епархия Августова была переименована в епархию Ломжи и была присоединена к митрополии Вильнюса.
4 апреля 1926 года епархия Ломжи уступила часть территории новоучреждённой епархии Вилкавишкиса.
После изменения политических границ в 1945 году часть территории епархии Ломжи оказалась на территории Белоруссии. Впоследствии эта территория была отдана епархии Гродно.
25 марта 1992 года Римский папа Иоанн Павел II издал буллу Totus tuus Poloniae populus, которой присоединил епархию Ломжи к митрополии Белостока, передав часть её территории новоучреждённой епархии Элка.
С 1919 года в Ломже действует Высшая духовная семинария, которая после учреждения епархии Ломжи приобрела статус епархиальной.

## Ординарии епархии
- епископ Михал Францишек Карпович (28.03.1799 — † 5.11.1803);
- епископ Ян Клеменс Голашевский (26.06.1805 — † 8.03.1820);
- епископ Игнаций Станислав Чижевский (29.05.1820 — † 11.12.1823);
- епископ Миколай Ян Манугевич (19.12.1825 — † 25.06.1834);
- епископ Павел Страшиньский (21.11.1836 — † 20.06.1847);
  - Sede Vacante (1847—1863)
- епископ Константы Иренеуш Лубеньский (16.03.1863 — † 17.06.1869);
  - Sede Vacante (1869—1872)
- епископ Пётр Павел Вежбовский (22.02.1872 — † 1.07.1893);
  - Sede Vacante (1893—1897)
- епископ Антоний Барановский (2.08.1897 — † 22.11.1902);
  - Sede Vacante (1902—1910)
- епископ Антоний Карась (7.04.1910 — 14.12.1925);
- епископ Ромуальд Ялбжиковский (14.12.1925 — 24.06.1926) — назначен архиепископом Вильнюса;
- епископ Станислав Костка Лукомский[пол.] (24.06.1926 — † 28.10.1948);
- епископ Чеслав Фальковский (24.02.1949 — † 25.08.1969);
- епископ Миколай Сасиновский (19.03.1970 — † 6.09.1982);
- епископ Юлиуш Пец (20.12.1982 — 11.04.1996) — назначен архиепископом Познани;
- епископ Станислав Стефанек (26.10.1996 — 11.11.2011)
- епископ Janusz Bogusław Stepnowski (с 11.11.2011)

## Источник
- Annuario Pontificio, Libreria Editrice Vaticana, Città del Vaticano, 2003, ISBN 88-209-7422-3
- Булла Sedium episcopalium, Raffaele de Martinis, Iuris pontificii de propaganda fide. Pars prima, IV, Romae 1891, стр. 605  (лат.)
- Булла Totus Tuus Poloniae populus, AAS 84 (1992), стp. 1099  (лат.)